# ميشيلي ماركوني
ميشيلي ماركوني (بالإيطالية: Michele Marconi)‏ (13 مايو 1989 في إيطاليا - ) هو لاعب كرة قدم إيطالي في مركز الهجوم. شارك مع منتخب إيطاليا تحت 16 سنة لكرة القدم ومنتخب إيطاليا تحت 17 سنة لكرة القدم ومنتخب إيطاليا تحت 18 سنة لكرة القدم ومنتخب إيطاليا تحت 19 سنة لكرة القدم ومنتخب إيطاليا تحت 20 سنة لكرة القدم. أما مع النوادي، فقد لعب مع أتالانتا ونادي ألساندريا ونادي سبال ونادي فينيزيا ونادي ليكو ويو أس بركوليتزه 1932 ونادي لوميتساني واتحاد بافيا لكرة القدم ونادي غروسيتو.

## روابط خارجية
- ميشيلي ماركوني على موقع قاعدة بيانات كرة القدم.إي يو (الإنجليزية)
- ميشيلي ماركوني على موقع Soccerway.com (الإنجليزية)
- ميشيلي ماركوني على موقع عالم كرة القدم.نت (الإنجليزية)